# The Zombie Horror Picture Show
Pour plus de détails, voir Fiche technique et Distribution.
The Zombie Horror Picture Show est le premier DVD/Blu-Ray live du groupe  américain de metal industriel Rob Zombie.

## Présentation
The Zombie Horror Picture Show fut enregistré durant la tournée de Venomous Rat Regeneration Vendor au Rockstar Energy Drink Mayhem Festival à Houston et Dallas le 3 et 4 août 2013. En plus de ses chansons solo, Zombie chante aussi des chansons de White Zombie comme More Human Than Human. Ainsi les principaux succès de Rob Zombie sont présents sur le DVD. La qualité du son et le montage sont considérés comme bons et fluides,. Il s'y trouve des séquences alternant les visuels modernes et les visuels anciens filigranés en noir et blanc. Le DVD présente très peu d'images backstage.
Le DVD/Blu-Ray Live est sortie le 19 mai 2014 sous le label UMe et est accompagné d'un livret avec des photos prises par Rob Fenn. Parmi les reproches faits au DVD, se trouve le manque de bonus.

## Liste des morceaux
1. Teenage Nosferatu Pussy
2. Superbeast
3. Super-Charger Heaven
4. Living Dead Girl
5. We’re An American Band
6. More Human Than Human
7. Sick Bubblegum
8. Never Gonna Stop
9. Ging Gang Gong De Do Gong De Laga Raga
10. Meet The Creeper
11. Mars Needs Women
12. House Of 1000 Corpses
13. The Lords Of Salem
14. Dead City Radio And The New Gods Of Supertown
15. Thunder Kiss ’65
16. Dragula

## Formation
- Rob Zombie : chant
- John 5 : guitare
- Piggy D : basse
- Ginger Fish : batterie